# António Chainho
António Dâmaso Chainho, mais conhecido por António Chainho (São Francisco da Serra, Santiago do Cacém, 27 de janeiro de 1938), é um guitarrista e compositor português, reconhecido internacionalmente, considerado um embaixador da guitarra portuguesa.

## Vida
Chainho nasceu em São Francisco da Serra, concelho de Santiago do Cacém, Baixo Alentejo. Recebeu influência musical de seus pais, a guitarra do pai e os fados de Amália, cantados pela mãe. Aos oito anos, já iniciava-se na guitarra e aos treze já acompanhava os fados cantados pela mãe. Na altura iniciava a tocar as guitarradas que ouvia na Emissora Nacional. 
Cumpriu o serviço militar em Beja, e serviu em Moçambique no período da Guerra Colonial. Conta-se que mesmo quando entrava no mato, levava sua guitarra. Foi em sua passagem por Moçambique que iniciou profissionalmente sua carreira artística, participando de programas na Rádio Nampula. Ao terminar o serviço militar, retornou a Portugal e pouco tempo depois iniciou a carreira na televisão, com sucesso imediato. Formou um conjunto o qual reunia os guitarristas José Luís Nobre Costa e os tocadores de viola Raul Silva e José Maria Nóbrega. Posteriormente, mudou as posições, deixando de acompanhar cantores, passando a ser acompanhado por estes, mais tarde retornando também a acompanhar. Tornou-se reconhecido internacionalmente tanto por suas apresentações em concertos ao redor do mundo, quanto por sua discografia.

## Carreira

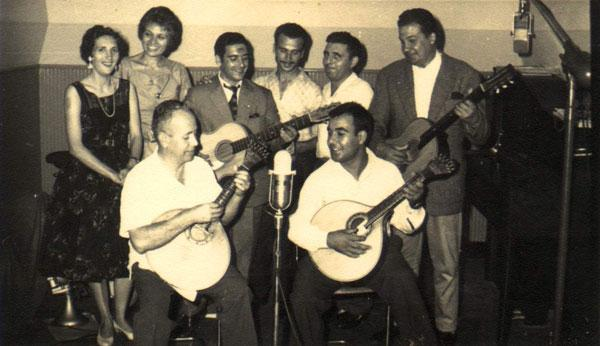
Em 1962, durante a gravação de um programa de rádio

A vida e a carreira de Chainho confundem-se, de modo que sua vida entrelaça-se em sua carreira artística. 
Quando terminou o serviço militar, Chainho já estava decidido que o sua vida seria dedicar-se à guitarra portuguesa. Era então a década de 1960 quando, no auge dos vinte anos, mostrou-se um verdadeiro virtuoso nas doze cordas. Assim, deixava o café dos pais, em São Francisco da Serra, onde  tinha iniciado a tocar. Havia herdado do pai a destreza no manejo da guitarra e da mãe o gosto pelo fado, assim, ao definir seu estilo, foi achar inspiração em mestres como Armandinho. Já vivia em Lisboa há três anos quando foi convidado pela Emissora Nacional para um programa de rádio chamado Fados e Guitarradas, no qual performava diretamente ao vivo juntamente com o seu conjunto.

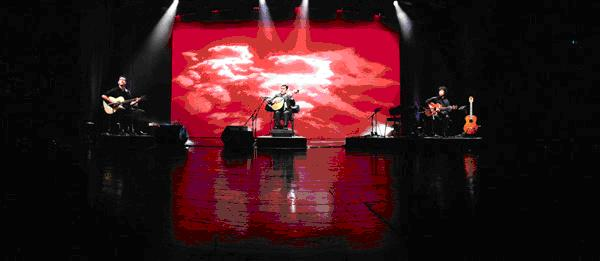
Em 2003, durante a gravação do álbum ao vivo no CCB

Em meados dos anos 60 estreou-se na casa de fados A Severa. Depois apresentou-se em outras casas como O Faia, O Folclore e no Picadeiro, da qual foi proprietário e onde foi cada vez mais cultivando o amor pela guitarra portuguesa, chegando a formar o seu próprio conjunto de guitarras.
Quando passa a acompanhar artistas como Maria Teresa de Noronha, Lucília do Carmo, Carlos do Carmo, Francisco José, Tony de Matos, António Mourão, Frei Hermano da Câmara ou Hermínia Silva começa a deixar as suas próprias marcas na história do instrumento. 
Depois de atuar em recitais por todo o mundo, tanto em apresentações a solo como dividindo o palco com artistas como Paco de Lucía ou John Williams, seja em concertos  ou em festivais dedicados à guitarra, inicia a sua própria discografia com o álbum Guitarra Portuguesa de 1980 e um segundo disco gravado com a Orquestra Filarmônica de Londres.
Acompanha nomes como as brasileiras Gal Costa e Fafá de Belém, a espanhola Maria Dolores Pradera ou a japonesa Saki Kubota. 
Decide depois mudar e chama cantores para acompanhá-lo. Inicia-se assim uma sucessão de apresentações internacionais de grande sucesso. Nesta trajetória experimenta misturar a guitarra portuguesa à música de outras culturas. No álbum A Guitarra e outras mulheres lançado em 1998, é acompanhado por Teresa Salgueiro, Marta Dias, Filipa Pais, Ana Sofia Varela, Elba Ramalho, Nina Miranda (Smoke City), e por alguns dos músicos de Nova Iorque, como Bruce Swedien, Greg Cohen e Peter Scherer.  Dois anos depois lança o álbum Lisboa–Rio,  com os brasileiros Celso Fonseca e Jaques Morelenbaum, entrelaçando a tradição da música portuguesa com clássicos da música brasileira.
Acompanha a cantora K.d._lang na música Fado Hilário do álbum Red Hot + Lisbon (ONDA SONORA). 

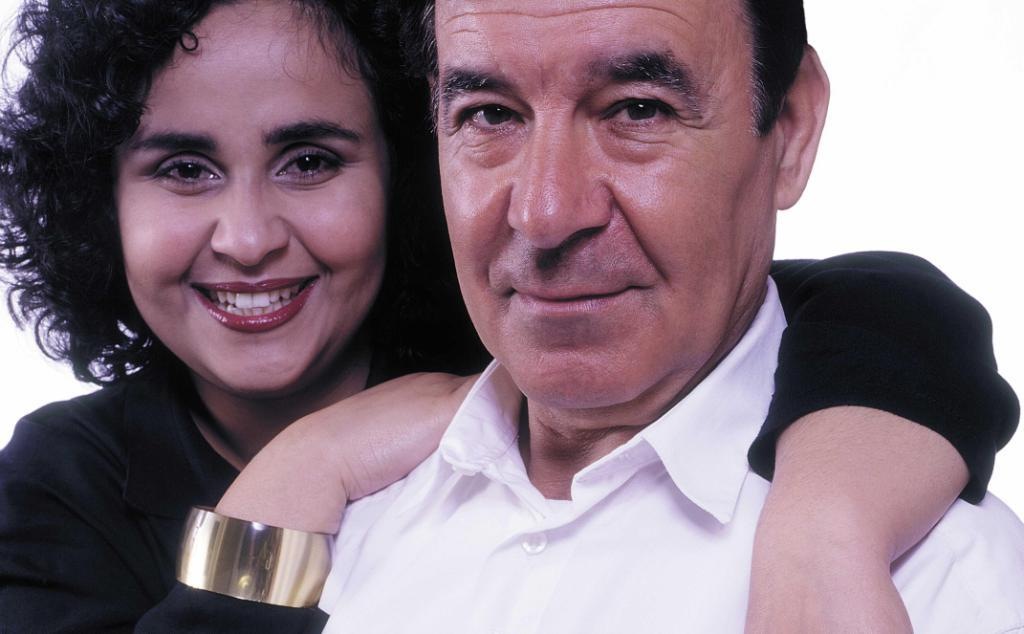
Com Marta Dias

Chaínho é convidado para acompanhar José Carreras num concerto no Pavilhão Atlântico, também foi convidado por Adriana Calcanhotto em sua turnê por Portugal e por Maria Bethânia em espectáculos no Rio de Janeiro e em São Paulo. 
Atualmente, é o mentor de um projeto, em Portugal, que fez parte de seus sonhos durante doze anos, a Casa do Fado e da Guitarra Portuguesa e é considerado como um inovador da tradição.
A viola de Fernando Alvim, parceiro frequente de Carlos Paredes, sendo seu principal arranjador, acompanhou Chainho durante vários anos. Depois tocou com os músicos Eduardo Miranda e Tuniko Goulart, brasileiros radicados em Portugal, que o acompanharam em trio mesclando nuances brasileiros à música portuguesa. Marta Dias ganhou um papel privilegiado e colabora com o músico durante vários anos e  gravam um disco ao vivo no Centro Cultural de Belém. 
Em 2015 são desafiados vários artistas a participar no seu disco de celebração de 50 anos de carreira, intitulado Cumplicidades, onde se cruzaram nomes da música como Rui Veloso, Pedro Abrunhosa, Paulo de Carvalho, Ana Bacalhau, Fernando Ribeiro, Sara Tavares, Paulo Flores ou Vanessa da Mata

## Reconhecimento
Ganha o Prémio Bordalo na categoria de Música Ligeira, atribuído pela Casa da Imprensa (Sindicato dos Jornalistas), em 1998. 
O Municipio de Santiago do Cacém distinguiu-o com a Medalha de Honra em 2005. 
Foi uma das 50 figuras do fado e da guitarra portuguesa homenageadas, em 2012, aquando da celebração do primeiro aniversário do fado enquanto Património Imaterial da Humanidade, tendo nessa altura recebido a Medalha Municipal de Mérito (Grau Ouro), da cidade de Lisboa. 
A 15 de março de 2022, foi agraciado com o grau de Comendador da Ordem do Infante D. Henrique.

## Discografia Seleccionada
Entre a sua discografia encontram-se: 
- 1975 - Guitarradas [13]

- 1977 - Guitarra Portuguesa [14][15]
- 1995 - The London Philharmonic Orchestra
- 1998 - A Guitarra e Outras Mulheres
- 2000 - Lisboa-Rio
- 2003 - António Chainho e Marta Dias ao Vivo no CCB, o espectáculo foi editado em DVD [16][4]
- 2010 - LisGoa
- 2012 - Entre Amigos
- 2015 - Cumplicidades

Participação em álbuns de outros artistas
- 1971 -  Camarada, de José Cid
- 1977 - Um homem da cidade, de Carlos do Carmo
- 1979 - Fura Fura, de José Afonso [17]
- 1983 - Fado Bailado, de Rão Kyao
- 1991 - Minha Maria, de António Pinto Basto [18]
- 2004 - Adriana Partimpim,  album de Adriana Calcanhoto, no tema Formiga Bossa Nova [19]
- 2007 - Sound in Light, dos Blasted Mechanism, no tema We [20]

Participação em antologias
- 1998 - Onda sonora: Red Hot + Lisbon [21]
- 2005 - Biografia da Guitarra [22]

Acompanhamento a artistas internacionais
- Gal Costa (Brasil)
- Fafá de Belém (Brasil)
- Maria Dolores Pradera (Espanha)
- Saki Kubota (Japão)

## Filmografia
- Como ator: Sem Sombra de Pecado (1983) - do realizador José Fonseca e Costa [23][24]
- Como compositor: Fados na Mansão - do realizador Bento Pinto da França [25]